# Daniel Borimirow
Daniel Borissow Borimirow (bulgarisch Даниел Борисов Боримиров, wiss. Transliteration Daniel Borisov Borimirov; * 15. Januar 1970 in Widin) ist ein ehemaliger bulgarischer Fußballspieler. Seit dem 1. April 2013 bekleidete er das Amt des Sportdirektors seines langjährigen Vereins Lewski Sofia und ist seit Oktober 2021 dort in der Geschäftsführung tätig.

## Sportliche Laufbahn

### Vereinskarriere
Borimirow begann seine Karriere 1987 bei FC Bdin Widin in der zweiten bulgarischen Spielklasse. 1990 wechselte er zu Lewski Sofia. Von 1995 bis 2003 spielte er beim TSV 1860 München. In der Bundesliga hat er insgesamt 214 Spiele bestritten und dabei 33 Tore erzielt. Im Jahr 2008 beendete er bei Lewski Sofia seine Karriere.

### Auswahleinsätze
Für Bulgarien absolvierte er 67 Länderspiele und schoss dabei fünf Tore. So gehörte er zum Aufgebot bei den Weltmeisterschaften 1994 und 1998 und bei den Europameisterschaften 1996 und 2004.